# Stația Spațială Internațională

Stația Spațială Internațională în august 2007.

Stația Spațială Internațională (abreviat SSI; în engleză The International Space Station, ISS, în rusă Междунаро́дная косми́ческая ста́нция, МКС) este o stație spațială experimentală aflată în spațiu. Ea poate servi ca spațiu locuibil pentru un echipaj, post de comandă pentru operații pe orbită în jurul Pământului și ca port de întâlnire și acostare pentru mici nave spațiale. Scopul pentru care este construită este studiul efectelor microgravitației și a menținerii vieții în spațiu și ca platformă de observație astronomică și a Pământului.
Fiind plasată pe orbită la o altitudine ce variază între 319,6 km și 346,9 km, este o structură artificială din spațiu care poate fi văzută cu ochiul liber de pe Pământ.
Stația Spațială Internațională este un proiect la care participă cinci mari agenții spațiale: NASA (Statele Unite ale Americii), RKA (Rusia), JAXA (Japonia), CSA (Canada) și ESA (o asociație de mai multe țări europene).
NASA a anunțat ca în ultimile zile a Stației Spațiale Internațională, va fi arsa, deoarece sistemul este prea vechi.

## Istoric
Între anii 1963 - 1966 s-a folosit experiența câștigată în cadrul programului Apollo pentru a concepe o stație spațială pe orbita terestră, care să fie locuită permanent de un echipaj și care să permită activități de laborator, observații astronomice, operații de montaj, și să fie depozite de piese, întreținere, nod de transport și legătură.
În anii 1970 au fost lansate șase modele de stații de tip Saliut și stația Skylab Laboratorul Skylab, lansat pe orbită în data de 14 mai 1973 cu ajutorul unei rachete Saturn V modificate, din care doar primele două etaje serveau la propulsie, al treilea fiind înlocuit cu stația propriu-zisă va fi prima stație care va demonstra posibilitățile.
În aprilie 1983 președintele SUA Ronald Reagan cere NASA să conceapă proiectul unei stații spațiale, iar în data de 25 ianuarie 1984, în Discursul despre starea uniunii anunță intenția de a fi construită, prin colaborare internațională. Costurile sunt estimate la opt miliarde de USD. În 27 iulie NASA înființează în acest scop un birou de studii.
În data de 31 ianuarie 1985 Agenția spațială europeană (ESA) aderă la proiect, urmată în 16 aprilie de Canada și în 9 mai de Japonia. Explozia navetei Challenger în 28 ianuarie 1986 amână planurile NASA și duce la o revizuire completă a programului spațial. În 20 august sunt terminate noile planuri, costurile fiind evaluate la 12,2 miliarde USD. În 1987, reevaluările succesive ale NASA și ale Academiei Naționale de Științe (engleză National Academy of Sciences) estimează costurile la 25 - 30 miliarde USD.
În 16 iulie 1988, președintele Ronald Reagan botează stația spațială cu numele de Freedom (română Libertatea), însă în această variantă stația nu va fi construită niciodată.
În 1993 administrația Clinton invită Rusia să participe la un proiect revăzut, bazat pe planurile stației Freedom și a stației rusești Mir 2, care trebuia să urmeze stației spațiale Mir, proiect redenumit Alpha. În februarie președintele Bill Clinton cere NASA reducerea drastică a costurilor, ceea ce duce la o nouă concepție. Americanii consideră că marea experiență a rușilor în domeniul misiunilor lungi la bordul stațiilor spațiale îi va feri de repetarea costisitoare a erorilor strategice sau tehnice. Raportul US General Accounting Office (GAO) estimează reducerea costurilor prin colaborare de la 19,4 miliarde USD la 17,4 miliarde. În 16 decembrie NASA și Agenția Cosmică Rusă (rusă Rousskoye Kosmitcheskoye Agentsvo) (RKA), încheie un acord privind 10 zboruri ale navetei spre stația spațială Mir, iar în data de 23 iunie 1994 NASA este de acord cu plata unei sume de 400 de milioane USD.
În 13 iunie 1995 costurile sunt estimate la 93,9 miliarde USD, dintre care 50,5 miliarde pentru zborul navetelor. Între 1995 - 1998 sunt efectuate câteva zboruri în care 11 astronauți americani acumulează 975 de zile la bordul stației Mir. Navetele americane acostează de nouă ori la Mir și aduc oameni, cele necesare vieții și materiale.
În 14 octombrie 1997 Brazilia aderă la proiect, iar în 11 ianuarie 1998 15 națiuni semnează la Washington, DC un acord pentru construirea stației. Actual, 16 națiuni participă la proiect: SUA, 11 state din Europa (Belgia, Danemarca, Elveția, Franța, Germania, Italia, Norvegia, Olanda, Regatul Unit, Spania, Suedia), Canada, Japonia, Brazilia și Rusia. Deoarece rușii consideră denumirea „Alpha” nepotrivită, considerând că ei sunt cei care au creat prima stație spațială, stația este denumită simplu Stația Spațială Internațională (engleză International space station) (ISS).
În 20 noiembrie 1998 este lansat pe orbită de la cosmodromul Baikonur primul element al SSI, modulul Zarea (română Zorile), cu ajutorul unei rachete Proton.
În octombrie 2005 ca urmare a accidentelor navetelor, NASA a anunțat că până la sfârșitul programului se vor efectua doar 18 zboruri. Acestea vor transporta modulul Columbus și modului japonez JEM, însă platforma solară rusă și centrifuga japoneză nu vor fi trimise.

## Expediții și misiuni

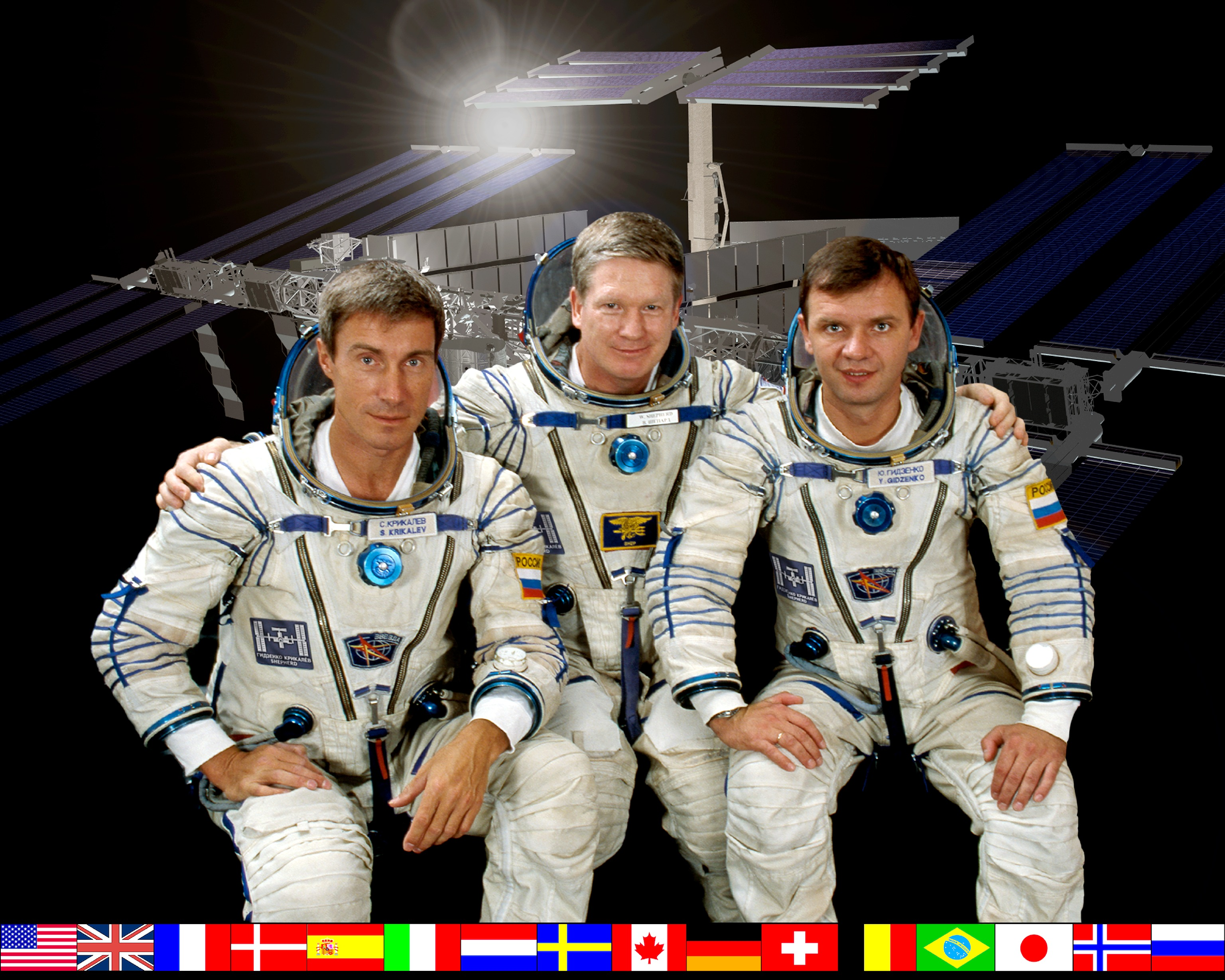
Expediția 1, Serghei Krikaliov, William Shepherd și Iuri Guizdenko în 2000.

În limbajul NASA, prin expediție se înțelege rămânerea unui echipaj la bordul ISS o perioadă de timp mai îndelungată, în timp ce prin misiune se înțelege un zbor al unei nave (navetă sau navă de reintrare în atmosfera terestră), fără ca echipajul să rămână pe ISS între două sau mai multe misiuni.
Până în august 2008 au avut loc 17 expediții pe ISS, prima începând în 31 octombrie 2000 și sosind pe stație la 2 noiembrie. A 17-a a început în data de 8 aprilie 2008 și este planificată să dureze până în octombrie 2008. În tot acest interval ISS a fost locuită neîntrerupt de un echipaj format din 2 - 3 persoane.
Prima misiune a NASA în afara ISS care a fost efectuată doar de astronauți de sex feminin (Christina Koch și Jessica Meir) s-a încheiat cu succes în data de 18.10.2019.

## Componentele ISS
ISS este prevăzută să conțină 14 module presurizate cu un volum total de cca. 1000 m3. Modulele sunt laboratoare, compartimente de acostare, sasuri, compartimente pentru echipaj, spații de înmagazinare. Actual deja 9 module sunt pe orbită, iar celelalte 5 își așteaptă lansarea. Fiecare modul este lansat pe orbită de o navetă spațială, o rachetă Proton sau o rachetă Soiuz.
În afară de module mai sunt o serie de componente care furnizează curent electric și participă la montarea și întreținerea stației.

### Modulele ISS
| Data lansării | Lansator                        | Data cuplării      | Masă           | Zbor | Imagine                    |
| --- | ------------------------------- | ------------------ | -------------- | ---- | -------------------------- |
| Modulul Zarea |                                 |                    |                |      |                            |
| 20 noiembrie 1998 | Proton-K                        | Nu e cazul         | 19 323 kg      | 1A/R |                            |
| Zarea (română Zorile) este un modul de comandă, presurizat, care dispune de un sistem de propulsie și ghidare necesar în perioada inițială a asamblării, furnizează energie electrică, iar actual este folosit și ca spațiu de depozitare, atât în interior (partea presurizată), cât și în exterior (rezervoare de combustibil). Acest modul este actual în întregime proprietatea SUA deoarece a fost construit de Rusia la comanda și din fondurile americane. |                                 |                    |                |      |                            |
| Modulul Unity (Node 1) |                                 |                    |                |      |                            |
| 4 decembrie 1998 | Endeavour, STS-88               | 7 decembrie 1998   | 11 612 kg      | 2A   |                            |
| Unity (română Unitatea) (Node 1) este primul modul american, care conectează partea americană a stației de partea rusă prin intermediul Adaptorului de cuplare presurizat (engleză Pressurized Mating Adapter) (PMA-1). Conține locurile de cuplare ale modulului Z0 Truss, sasului Quest, laboratorului Destiny și modulului Node 3. |                                 |                    |                |      |                            |
| Modulul Zvezda |                                 |                    |                |      |                            |
| 12 iulie 2000 | Proton-K                        | 26 iulie 2000      | 19 051 kg      | 1R   |                            |
| Zvezda (română Steaua) este un modul de serviciu asigurând spațiul de locuit pentru echipaj, sistemele de menținere a vieții și sistemele de corectare a orbitei și de orientare pe orbită, și este prevăzut cu locuri de andocare ale navelor Soiuz, Progress și pentru Vehiculul de transfer automat (engleză Automated Transfer Vehicle). Atașarea acestui modul a făcut ca ISS să poată fi locuită permanent. |                                 |                    |                |      |                            |
| Modulul Destiny (US Laboratory) |                                 |                    |                |      |                            |
| 7 februarie 2001 | Atlantis, STS-98                | 10 februarie 2001  | 14 515 kg      | 5A   |                            |
| Destiny (română Destinul) este modulul principal american, și este un laborator destinat realizării sarcinilor americane pe ISS. El asigură și el spațiu de locuit pentru echipaj și are sisteme de menținere a vieții. Dispune de 24 de compartimente pentru experimente. |                                 |                    |                |      |                            |
| Modulul Quest |                                 |                    |                |      |                            |
| 12 iulie 2001 | Atlantis, STS-104               | 14 iulie 2001      | 6064 kg        | 7A   |                            |
| Quest (română Cercetarea) este sasul principal al ISS prin care se poate ieși în spațiu, folosind oricare dintre costumele spațiale: Unitatea de mobilitate extravehiculară (engleză Extravehicular Mobility Unit) (EMU) americană sau costumul spațial Orlan (română vulturul (de mare al) lui Steller) rusesc. |                                 |                    |                |      |                            |
| Modulul Pirs (Docking Compartment) |                                 |                    |                |      |                            |
| 14 septembrie 2001 | Soiuz-U                         | 16 septembrie 2001 | 3580 kg        | 4R   |                            |
| Pirs (română Cheul) este un modul cu rol de sas, prevăzut cu locurile de andocare pentru navele Soiuz și Progress și permite ieșirea în spațiu și întoarcerea din spațiu a cosmonauților care folosesc costumul spațial Orlan. De asemenea, dispune de spații în care aceste costume sunt stocate. |                                 |                    |                |      |                            |
| Harmony (Node 2) |                                 |                    |                |      |                            |
| 23 octombrie 2007 | Discovery, STS-120              | 14 noiembrie 2007  | 14 288 kg      | 10A  |                            |
| Harmony (română Armonia) este un modul european cu rol de "nod utilitar" al ISS. Modulul este prevăzut cu patru compartimente pentru experimente, care dispun de curent electric și magistrală de date. Modulul este un nod la care se pot conecta alte componente prin intermediul celor șase Mecanisme comune de cuplaj (engleză Common Berthing Mechanisms) (CBM). La Harmony este cuplat laboratorul european Columbus și cel japonez Kibō. Tot la Harmony se cuplează Modulele logistice multifuncționale (engleză Multi-Purpose Logistics Modules) în timpul zborurilor navetelor. |                                 |                    |                |      |                            |
| Columbus (European Laboratory) |                                 |                    |                |      |                            |
| 7 februarie 2008 | Space Shuttle Atlantis, STS-122 | 11 februarie 2008  | 12 800 kg      | 1E   |                            |
| Columbus este modulul principal european, și este un laborator destinat realizării sarcinilor europene pe ISS. Dispune de 10 Compartimente internaționale standard pentru lucrări (engleză International Standard Payload Racks) (ISPR) și locuri de montare pentru experimente externe. |                                 |                    |                |      |                            |
| JEM-ELM |                                 |                    |                |      |                            |
| 11 martie 2008 | Endeavour, STS-123              | 12 martie 2008     | 8386 kg        | 1J/A |                            |
| Japanese Experiment Module/Experiment Logistics Module (JEM-ELM) (română Modulul experimental japonez/Modulul logistic experimental) este o parte a laboratorului japonez Kibō (română Speranța). ELM asigură transportul și înmagazinarea spre laborator și are o zonă presurizată pentru lucrări interioare și o zonă nepresurizată pentru lucrări exterioare. |                                 |                    |                |      |                            |
| JEM-PM |                                 |                    |                |      |                            |
| 31 mai 2008 | Discovery, STS-124              | 3 iunie 2008       | 14 800 kg      | 1J   |                            |
| Japanese Experiment Module/Japanese Pressurized Module (JEM-PM) (română Modulul experimental japonez/Modulul japonez presurizat) este modulul central al Kibō, la care sunt cuplate modulele ELM, inclusiv partea exterioară. laboratorul este cel mai mare modul al ISS și conține 10 Compartimente internaționale standard pentru lucrări. |                                 |                    |                |      |                            |
| Modulul MRM 2 |                                 |                    |                |      |                            |
| 15 august 2009 (planificat) | Soiuz-U                         | (planificat)       | (nu sunt date) | 5R   | Încă nu există fotografie. |
| Mini-Research Module 2 (MRM 2) (română Minimodulul de cercetare 2) este unul dintre noile componente rusești pentru ISS și va fi folosit și pentru andocare și înmagazinare la bordul stației. |                                 |                    |                |      | Încă nu există fotografie. |
| Modulul Node 3 |                                 |                    |                |      |                            |
| 18 martie 2010 (planificat) | Discovery, STS-132              | (planificat)       | 14 311 kg      | 20A  |                            |
| Node 3 este ultimul dintre nodurile americane. Modulul va dispune de un sistem avansat de menținere a vieții, cu reciclarea apei uzate și generatoare de oxigen pentru respirat. Nodul va fi echipat cu patru locuri de cuplare a modulelor presurizate sau a vehiculelor de transport a echipajelor. Modulul va dispune de un loc în care va fi cuplat permanent modulul Cupola. |                                 |                    |                |      |                            |
| Modulul Cupola |                                 |                    |                |      |                            |
| 18 martie 2010 (planificat) | Discovery, STS-132              | (planificat)       | 1800 kg        | 20A  |                            |
| Cupola este un modul cu rol de observator. Modulul va dispune de computere de dirijare și de șapte ferestre protejate cu capace împotriva loviturilor micrometeoriților. Modulul va permite coordonarea roboților Sistemului de service mobil (engleză Mobile Servicing System) (MSS). Echipajului ISS va putea urmări direct operațiunile robotizate și andocarea navelor. De asemenea, modulul va putea fi folosit ca punct de observare a Pământului. |                                 |                    |                |      |                            |
| Modulul MRM 1 |                                 |                    |                |      |                            |
| 18 martie 2010 (planificat) | Atlantis, STS-131               | (planificat)       | 4700 kg        | ULF4 | Încă nu există fotografie. |
| Mini-Research Module 1 (MRM 1) (română Minimodulul de cercetare 1) va fi folosit de asemenea pentru andocare și înmagazinare la bordul stației. |                                 |                    |                |      | Încă nu există fotografie. |
| Modulul MLM |                                 |                    |                |      |                            |
| Decembrie 2011 (planificat) | Proton-K                        | (planificat)       | 21 300 kg      | 3R   |                            |
| Multipurpose Laboratory Module (MLM) (română Modulul Laborator Multifuncțional) va fi modulul principal de cercetare al Rusiei ca parte a ISS, și va fi folosit pentru experimente, andocări și logistică. Va servi de asemenea ca spațiu de lucru și odihnă pentru echipaj. Va dispune de un sistem de orientare a stației pe orbită și de refacere a înălțimii orbitei. |                                 |                    |                |      |                            |

### Alte componente  ale ISS
În afară de modulele presurizate ISS cuprinde o structură lungă, obținută prin integrarea unor segmente aduse separat. Structura cuprinde patru segmente de panouri solare, două la tribord (engleză starboard) S3/4 și S5/6 și două la babord (engleză port) P3/4 și P5/6. Tot pe această structură este un segment de montaj și întreținere care dispune în acest scop de brațul Canadarm2.

## Vedere

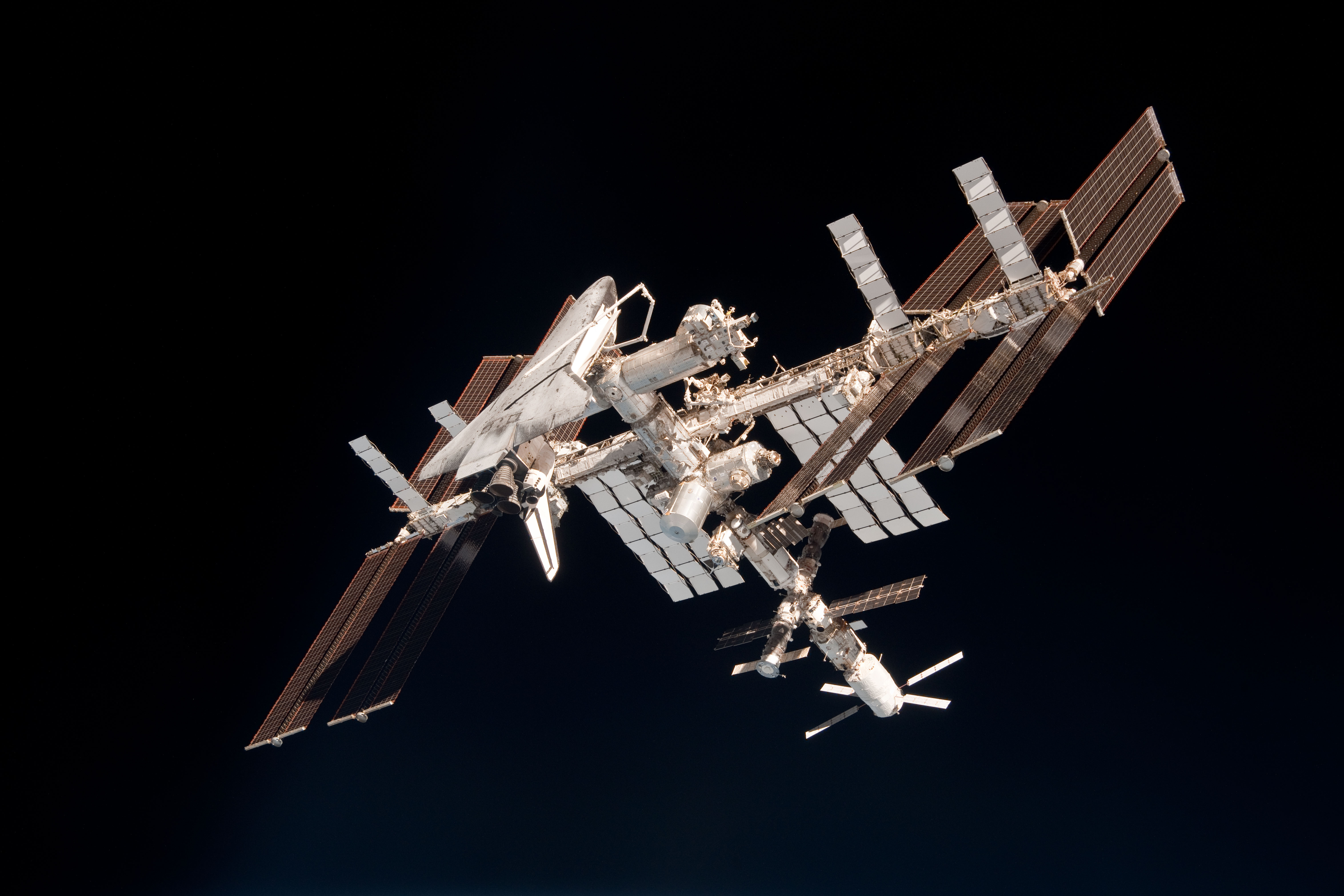
Stația Spațială Internațională unită cu Endeavour și Johannes Kepler

## Vezi și
- Listă de filme cu stații spațiale
- Navetă spațială
- Soiuz
- Progress

### Site-urile web ale agențiilor ISS
- Canadian Space Agency
- European Space Agency
- Centre national d'études spatiales (National Centre for Space Studies) Arhivat în 6 octombrie 2013, la Wayback Machine.
- German Aerospace Centre Arhivat în 13 februarie 2018, la Wayback Machine.
- Italian Space Agency
- Japan Aerospace Exploration Agency
- S.P. Korolev Rocket and Space Corporation Energia Arhivat în 22 iunie 2008, la Wayback Machine.
- Russian Federal Space Agency
- National Aeronautics and Space Administration Arhivat în 16 septembrie 2009, la Wayback Machine.

### Cercetare
- Daily ISS Reports Arhivat în 29 iulie 2012, la Wayback Machine.
- NASA: Station Science Arhivat în 28 octombrie 2010, la Wayback Machine.
- ESA: Columbus
- RSC Energia: Science Research on ISS Russian Segment Arhivat în 11 ianuarie 2018, la Wayback Machine.

### Live
- Live ISS webcam by NASA at uStream.tv
- Real-time position at Heavens-above.com
- Real-time position at N2YO.com
- Real-time position at WheretheISS.at

Legăturile către contractorii principali ai ISS
- ISS la ENERGIA Arhivat în 22 iunie 2008, la Wayback Machine. (unul din principalii furnizori).
- ISS la Boeing (unul din principalii furnizori).

Știri importante despre SSI
- Viața pe Stația Spațială Internațională, 30 septembrie 2011, Mihaela Stănescu, Descoperă
- Inscripția „Made in Space”, în curând pe etichetele produselor din comerț, 5 mai 2012, Descoperă
- Chiar avem nevoie de Stația Spațială Internațională?, 22 mai 2013, Mihaela Stănescu, Descoperă

### Multimedia
- Interactive reference guide Arhivat în 27 octombrie 2007, la Wayback Machine. at NASA.gov
- Image gallery search page Arhivat în 26 mai 2008, la Wayback Machine. at NASA.gov
- Assembly sequence animation by USA Today and NASA
- ISS tour with Sunita Williams by NASA at YouTube.com
- ISS tour with André Kuipers by ESA at YouTube.com
- The Future of Hope, Kibo module documentary by JAXA at YouTube.com

- en Video/Tur exterior al stației spațiale
- en Tur video al SSI, realizat de astronautul american Mike Fincke. Publicat de NASA pe Youtube la 21 ianuarie 2009. Partea I, partea a II-a, partea a III-a și partea a IV-a
- Video/Animație despre cum s-a construit stația spațială
- Cum se văd stelele de pe Stația Spațială Internațională? (VIDEO), 19 martie 2012, Descoperă

Fotografii din spațiu
- Cum este văzută planeta Pământ de pe Stația Spațială Internațională, 28 mai 2011, Adevărul